# 拉沙·別卡烏里
拉沙·別卡烏里（2000年7月26日—），格魯吉亞柔道運動員，他代表格魯吉亞隊參加了日本舉行的2020年夏季奧林匹克運動會，並且在男子90公斤級比賽上獲得金牌。